# 5908 Aichi
Az 5908 Aichi (ideiglenes jelöléssel 1989 UF) a Naprendszer kisbolygóövében található aszteroida. Mizuno Josikane és Furuta Tosimasza fedezte fel 1989. október 20-án.